# Sabin López de Guereño
Sabino López de Guereño Arrarte (1941- ) es un compositor de canciones en euskera español.
Sabin López de Guereño compuso la canción Ikusi mendizaleak  (Mirad montañeros) que está considerada como una de las canciones montañeras más importantes del País Vasco, llegando a ser un tema popular.  Es hermano del  escritor en euskera Xabier Gereño y cofundador de la productora musical CINSA, especializada en música vasca. Ha realizado más de 270 canciones en euskera de toda clase de temática (canciones de amor, canciones de cuna, líricas, marchas...)  y editado tres libros relacionados con el turismo y fiestas de Vizcaya.

## Biografía
Sabino López de Guereño Arrarte nació en Bilbao, Vizcaya (España),  en 1941 en el seno de una familia relaciona con la música; tanto su  padre, Lorenzo López de Guereño, como su madre, Inés Arrarte,  tocaban el piano. sus hermanos cantaban en el Orfeón San Antón. Fue el pequeño de seis hermanos. Comenzó a estudiar violín en el Conservatorio Juan Crisóstomo Arriaga, donde recibió clases de Juan José Vitoria obteniendo el Diploma de Capacidad en 1960. Tras los estudios de bachillerato entró en la Escuela de Ingenieros y Peritos de Bilbao donde se licenció en 1964 con el título de Perito Industrial Eléctrico. En 1994 realizó un master en "Dirección de marketing comercial y dirección de ventas". Desarrolló su carrera profesional en la empresa Electrotécnica Arteche Hermanos del Grupo Arteche de Munguía, Vizcaya.
Se casó con Argiñe Zarraga Ateca en 1969 con la que ha tenido tres hijo, Asier, Aritza y Naiara.
La primera canción que compuso Sabin Guereño fue una canción lírica que  se tituló Zorioneko egun au (Ese día de felicidad) dedicada a su cuñado a la vuelta de Venezuela. La segunda pieza fue un zortziko que dedicó a la que a la postre sería su esposa, y tituló Loreak baratzetan (Las flores en los jardines). La tercera y más famosa y popular fue Ikusi mendizaleak (Mirad montañeros), un marcha que se popularizó rápidamente. 

### Ikusi mendizaleak
Sabin Guereño, compuso Ikusi mendizaleak por petición expresa de su hermano Xabier que quería una canción que pudieran cantar los aficionados a la montaña en sus excursiones. Una noche de 1966 compone la melodía y seguidamente la letra.  Xabier Gereño la presenta al concurso de "Nuevas Canciones Vasca" pero no fue admitida por ser considerada por el jurado como "una marcha de poco interés". Para entonces, la partitura ya había sido distribuida por diferentes grupos de txistularis y orfeones y se estaba divulgando sin conocimiento del autor.
En 1968 el tema forma parte del repertorio del disco que los hermanos Argoitia (Irune y Andoni Argoitia) editan en CINSA y queda incorporado a su repertorio. En 1970  Sabino López de Guereño registra los derechos de autor de la pieza.
La canción tiene muchísimas versiones y ha sido interpretada por muchos artistas, destacan la de banda de folk Oskorri y la versión rock de grupo Lehiotikan taldea.

## Obra
Sabin López de Guereño ha compuesto más de 270 canciones en euskera y 26 partituras de acompañamiento a piano. También ha escrito varios libros musicales y tres de contenido turístico en junto a su hermano José Miren López de Guereño.
Algunas de sus canciones
- Ikusi Mendizaleak, año creación 1966.
- Loreak baratzetan : argiñe-ri , dedicada a Argiñe,  (Letra y música, Sabino López de Guereño; piano, Berta Fresco) año de publicación 2007.
- Kurrun kutun : naiara-ri,  dedicada a Naiara (letra y música, Sabino L. de Guereño ; piano, Berta Fresco] año de publicación 2006.
- Izar barri bat : asier-i, dedicada a Asier (letra y música, Sabino L. de Guereño ; piano, Gorka Aguinaga ] año de publicación 2007.
- Zurengan beti, (letra y música, Sabino L. de Guereño; piano, Berta Fresco) año de publicación 2008.
- Goizean goiz, (letra y música, Sabino L. de Guereño; piano , Miguel N'Dong) año de publicación 2008.

Colaboraciones
- Itsasgizona (Letra y música, Begoña Onzain; traducción al euskera, Leire Saitua; edición, Sabino L. de Guereño) año 2006.
- El mar (letra, Jesús María Hernández Gil; música, Sabin L. De Guereñu) año 2010.
- Olagorta (música, Carmen Lecumberri; letra, Antón Echevarri; versión en euskera, Sabino L. de Guereño] año 2008.
- Finlandes-en kantua (Letra y música, José María Beobide; versión en euskera, Sabino L. de Guereño) año 2007.

Libros
- Cancionero vasco, año de edición 1980.
- Kantuak bihotzetik I
- Kantuak bihotzetik II
- Kantuak bihotzetik III
- Kantuak bihotzetik IV, año de edición  2008.
- Ai, kutuna! : amaiur-i, año de edición 2007.
- Euskal Kantu Liriko Berriak I, compilación año de edición 2004.
- Euskal kantu liriko berriak II, coproducción y compilación. Año de edición 2009.
- Eguzkia, año de edición 2006.
- Euskal Kantu Liriko Berriak Euskaldun jaio nintzan, compilación año de edición 2006.
- Euskal abestiak
- Fiestas de Vizcaya, año de edición 1975.
- Guía del País Vasco I, coautor José Miren López de Guereño.
- Guía del País Vasco II, coautor José Miren López de Guereño.